# Vire Normandie

Vire Normandie est une commune française située dans le département du Calvados en région Normandie.
Elle est créée le 1er janvier 2016 par la fusion de huit communes, sous le régime juridique des communes nouvelles. Les communes de Coulonces, Maisoncelles-la-Jourdan, Roullours, Saint-Germain-de-Tallevende-la-Lande-Vaumont, Truttemer-le-Grand, Truttemer-le-Petit, Vaudry et Vire deviennent ses communes déléguées.

## Géographie

### Localisation

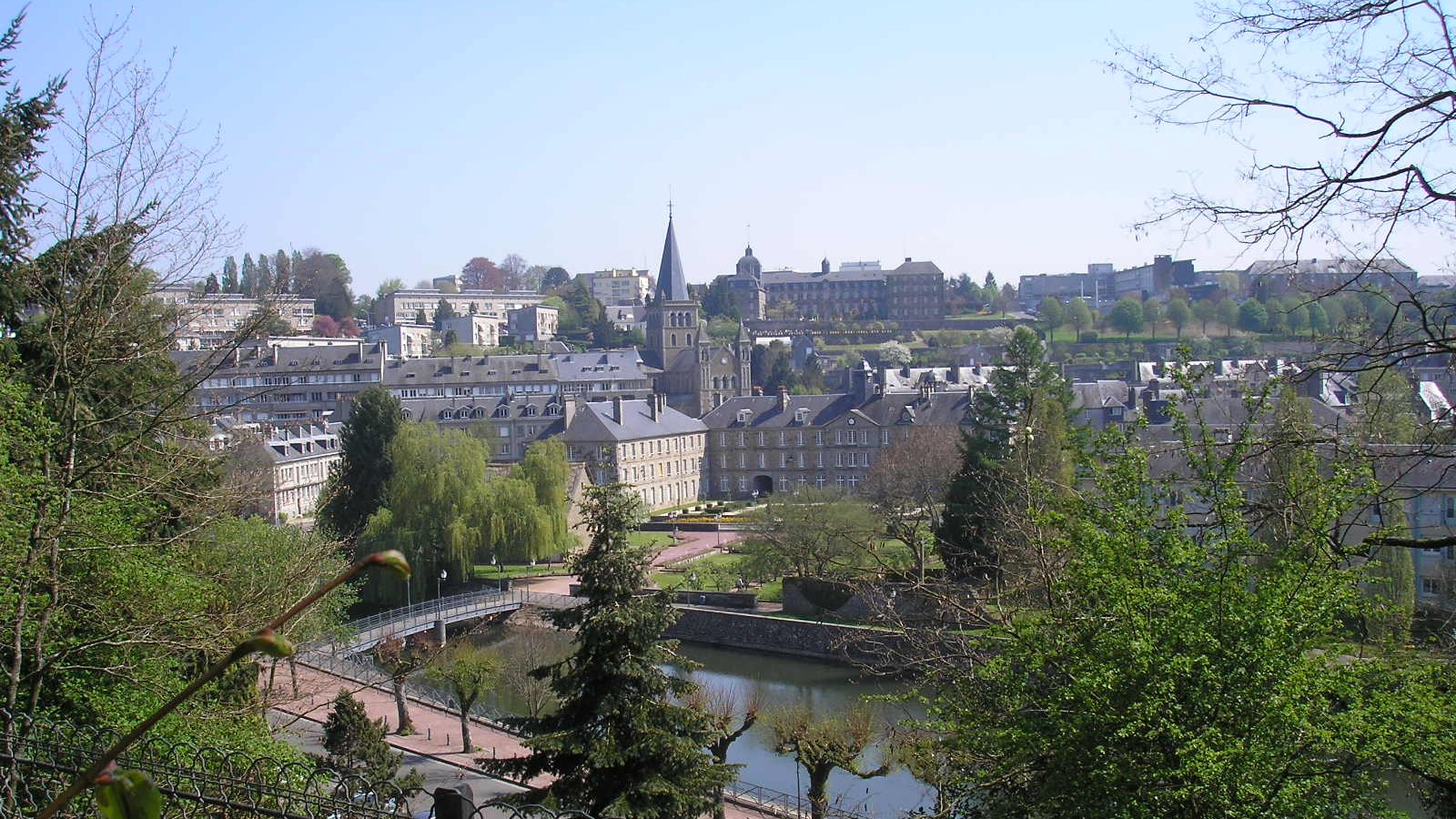
Le centre-ville de Vire.

Vire Normandie est située au nord-est du Massif armoricain, au sud d'un bassin entouré de collines, dans le pays du Bocage virois.
La ville est à 30 km au nord-ouest de Flers, à 38 km au sud-est de Saint-Lô et à 60 km au sud-ouest de Caen.
La commune nouvelle est la ville centre de l'aire d'attraction de Vire Normandie, de son unité urbaine, de sa zone d'emploi et de son bassin de vie.

### Communes limitrophes
Les communes limitrophes sont Souleuvre en Bocage, Valdallière, Saint-Quentin-les-Chardonnets, Le Ménil-Ciboult, Saint-Christophe-de-Chaulieu, Chaulieu, Gathemo, Noues de Sienne, Le Mesnil-Robert, Campagnolles et Sourdeval.
| Campagnolles, Le Mesnil-Robert, Noues de Sienne (comm. dél. du Mesnil-Benoist) (par un angle) | Souleuvre en Bocage (comm. dél. d'Étouvy et La Graverie) | Valdallière (comm. dél. de Burcy)                             |
| Noues de Sienne (comm. dél. de Mesnil-Clinchamps, Saint-Manvieu-Bocage et Champ-du-Boult)     | Vire Normandie                                           | Valdallière (comm. dél. de Viessoix et Bernières-le-Patry)    |
| Gathemo (Manche), Sourdeval (Manche)                                                          | Chaulieu (Manche), Saint-Christophe-de-Chaulieu (Orne)   | Saint-Quentin-les-Chardonnets (Orne), Le Ménil-Ciboult (Orne) |

### Hydrographie

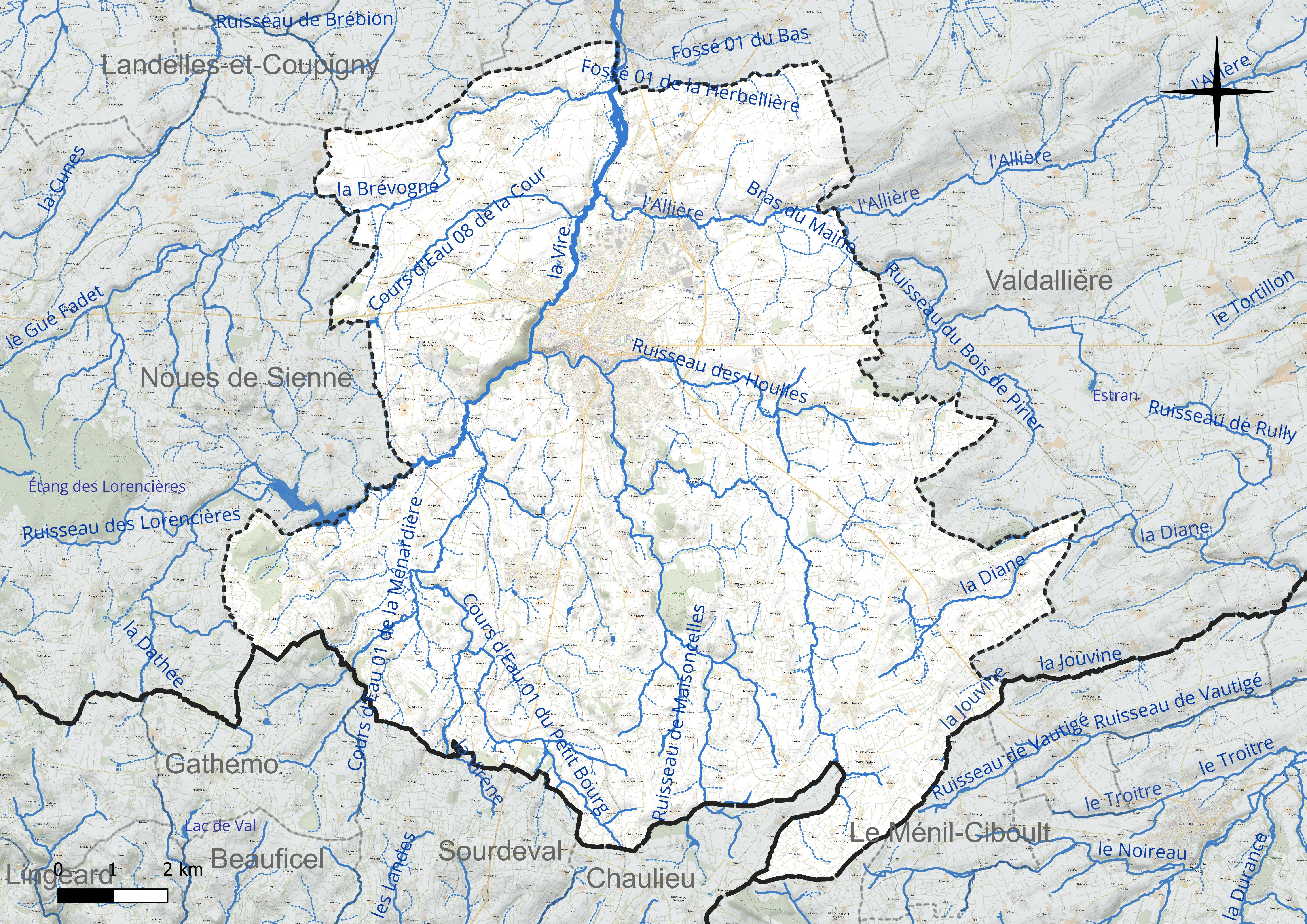
Réseau hydrographique de Vire Normandie.

La commune est traversée par la ligne de partage des eaux entre les bassins hydrographiques Seine-Normandie et Loire-Bretagne. Elle est drainée par la Vire, la Diane, l'Allière, la Virène, la Dathée, la Brévogne, la Jouvine, le ruisseau de Maisoncelles, le ruisseau des Houlles et divers autres petits cours d'eau,.
La Vire, d'une longueur de 128 km, prend sa source dans la commune  et se jette  dans la baie de Seine en limite d'Osmanville et de Carentan-les-Marais, après avoir traversé 27 communes. Les caractéristiques hydrologiques du la Vire sont données par la station hydrologique située sur la commune. Le débit moyen mensuel est de 0,846 m3/s. Le débit moyen journalier maximum est de 12 m3/s, atteint lors de la crue du 2 janvier 2024. Le débit instantané maximal est quant à lui de 20 m3/s, atteint le même jour.
La Diane, d'une longueur de 18 km, prend sa source dans la commune  et se jette  dans le Noireau à Montsecret-Clairefougère, après avoir traversé quatre communes.
L'Allière, d'une longueur de 18 km, prend sa source dans la commune de Valdallière et se jette  dans la Vire sur la commune, après avoir traversé deux communes.
La Virène, d'une longueur de 13 km, prend sa source dans la commune de Sourdeval et se jette  dans la Vire sur la commune, après avoir traversé deux communes. Les caractéristiques hydrologiques du la Virène sont données par la station hydrologique située sur la commune. Le débit moyen mensuel est de 0,86 m3/s. Le débit moyen journalier maximum est de 8,17 m3/s, atteint lors de la crue du 25 janvier 1995. Le débit instantané maximal est quant à lui de 9,6 m3/s, atteint le même jour.
La Dathée, d'une longueur de 15 km, prend sa source dans la commune de Gathemo et se jette  dans la Virène sur la commune, après avoir traversé quatre communes. Les caractéristiques hydrologiques de la Dathée sont données par la station hydrologique située sur la commune. Le débit moyen mensuel est de 0,692 m3/s. Le débit moyen journalier maximum est de 7,08 m3/s, atteint lors de la crue du 26 janvier 1995. Le débit instantané maximal est quant à lui de 11 m3/s, atteint le 22 décembre 2002.
La Brévogne, d'une longueur de 17 km, prend sa source dans la commune de Noues de Sienne et se jette  dans la Vire sur la commune, après avoir traversé deux communes.
Trois plans d'eau complètent le réseau hydrographique : le lac de la Dathée, d'une superficie totale de 40,6 ha (8,4 ha sur la commune), le lac Noir (0,7 ha) et les étangs du Point du Jour (0,6 ha),.

### Climat
Le climat qui caractérise la commune est qualifié, en 2010, de « climat océanique franc », selon la typologie des climats de la France qui compte alors huit grands types de climats en métropole. En 2020, la commune ressort du type « climat océanique » dans la classification établie par Météo-France, qui ne compte désormais, en première approche, que cinq grands types de climats en métropole. Ce type de climat se traduit par des températures douces et une pluviométrie relativement abondante (en liaison avec les perturbations venant de l'Atlantique), répartie tout au long de l'année avec un léger maximum d'octobre à février.
Les paramètres climatiques qui ont permis d'établir la typologie de 2010 comportent six variables pour les températures et huit pour les précipitations, dont les valeurs correspondent à la normale 1971-2000. Les sept principales variables caractérisant la commune sont présentées dans l'encadré ci-après.
| Paramètres climatiques communaux sur la période 1971-2000 - Moyenne annuelle de température : 10,3 °C - Nombre de jours avec une température inférieure à −5 °C : 2,9 j - Nombre de jours avec une température supérieure à 30 °C : 1,6 j - Amplitude thermique annuelle : 12,8 °C - Cumuls annuels de précipitation : 985 mm - Nombre de jours de précipitation en janvier : 14,5 j - Nombre de jours de précipitation en juillet : 9 j |

Avec le changement climatique, ces variables ont évolué. Une étude réalisée en 2014 par la Direction générale de l'Énergie et du Climat complétée par des études régionales prévoit en effet que la  température moyenne devrait croître et la pluviométrie moyenne baisser, avec toutefois de fortes variations régionales. La station météorologique de Météo-France installée sur la commune et mise en service en 1971 permet de connaître l'évolution des indicateurs météorologiques. Le tableau détaillé pour la période 1981-2010 est présenté ci-après.
| Mois                                  | jan.             | fév.            | mars             | avril         | mai           | juin            | jui.            | août           | sep.            | oct.            | nov.            | déc.            | année      |
| ------------------------------------- | ---------------- | --------------- | ---------------- | ------------- | ------------- | --------------- | --------------- | -------------- | --------------- | --------------- | --------------- | --------------- | ---------- |
| Température minimale moyenne (°C)     | 1,7              | 1,3             | 3,1              | 4             | 7,4           | 10,1            | 12              | 11,8           | 9,4             | 7,5             | 4,1             | 2               | 6,2        |
| Température moyenne (°C)              | 4,4              | 4,6             | 7                | 8,9           | 12,5          | 15,4            | 17,5            | 17,3           | 14,5            | 11,4            | 7,4             | 4,8             | 10,5       |
| Température maximale moyenne (°C)     | 7,2              | 8               | 11               | 13,7          | 17,5          | 20,8            | 23              | 22,9           | 19,7            | 15,4            | 10,6            | 7,6             | 14,8       |
| Record de froid (°C) date du record   | −22,4 08.01.1985 | −14 10.02.1986  | −11,2 01.03.1993 | −6 04.04.1996 | −4 08.05.1974 | −1 01.06.1975   | 3,1 01.07.1975  | 0,9 28.08.1974 | −1,2 27.09.1972 | −5,5 29.10.1997 | −8 30.11.10     | −12 29.12.05    | −22,4 1985 |
| Record de chaleur (°C) date du record | 15,6 10.01.1998  | 18,6 15.02.1998 | 24,1 25.03.03    | 26,6 30.04.05 | 32,2 24.05.10 | 35,2 25.06.1976 | 35,8 01.07.1976 | 37,6 10.08.03  | 30,5 11.09.06   | 28,5 02.10.11   | 19,9 02.11.1982 | 16,8 06.12.1979 | 37,6 2003  |
| Précipitations (mm)                   | 115,1            | 79,9            | 77,9             | 63,1          | 75,7          | 60,2            | 62,1            | 53,9           | 79,2            | 103,9           | 106,6           | 118,1           | 995,7      |

## Urbanisme

### Typologie
Au 1er janvier 2024, Vire Normandie est catégorisée centre urbain intermédiaire, selon la nouvelle grille communale de densité à 7 niveaux définie par l'Insee en 2022.
Elle appartient à l'unité urbaine de Vire Normandie, une unité urbaine monocommunale constituant une ville isolée,.
Par ailleurs la commune fait partie de l'aire d'attraction de Vire Normandie, dont elle est la commune-centre,. Cette aire, qui regroupe 20 communes, est catégorisée dans les aires de moins de 50 000 habitants,.

### Occupation des sols

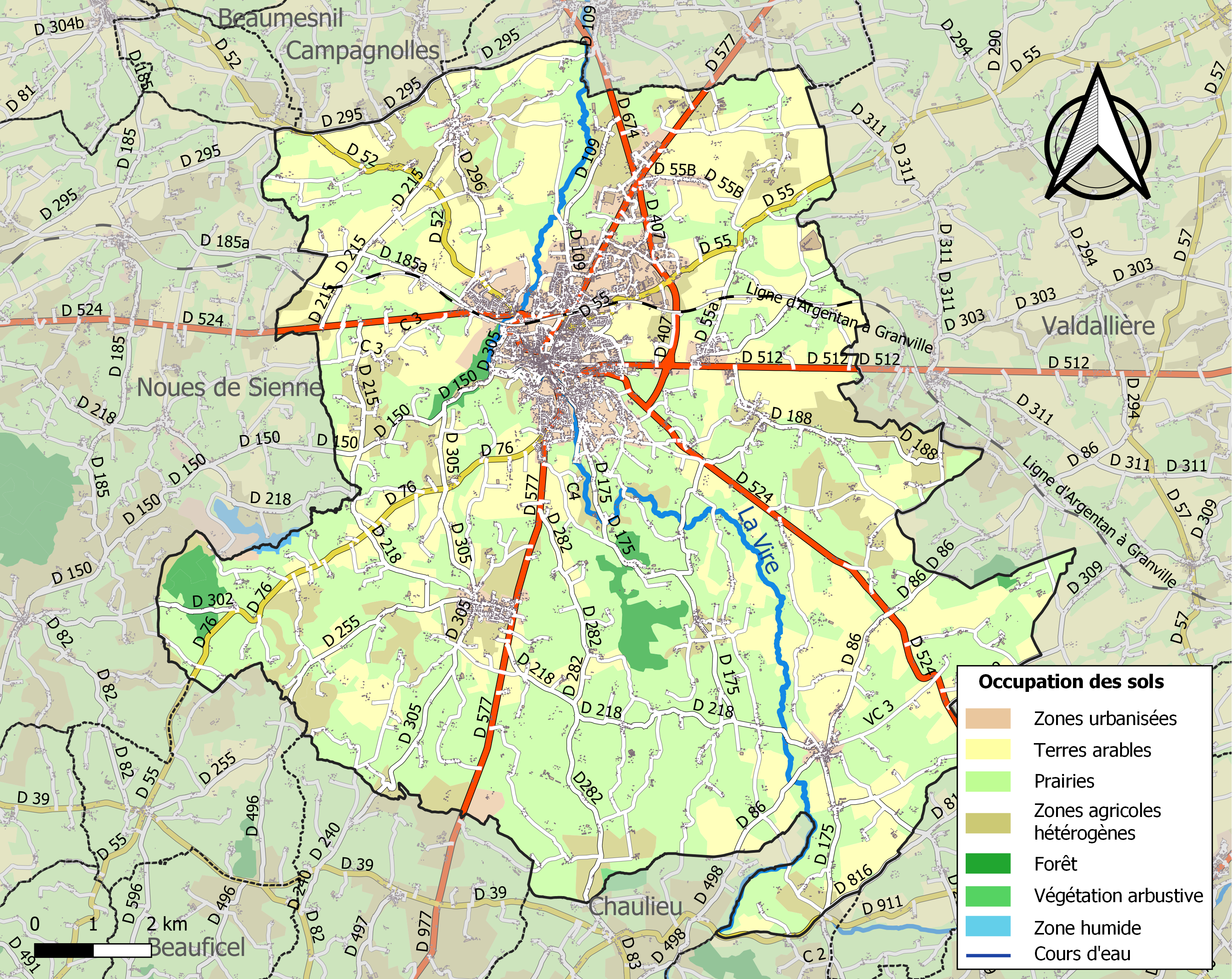
Carte des infrastructures et de l'occupation des sols de la commune en 2018 (CLC).

### Voies de communication et transports
La commune nouvelle se trouve au carrefour de plusieurs anciennes routes nationales ; 

- RN 177 (actuelle RD 577) de Villers-Bocage à Mortain ;

- RN 24 bis (actuelle RD 524) d'Argentan à Granville ;

- RN 174 (actuelle RD 674) de Vire à Carentan ; 

- RN 812 (actuelle RD 512) vers Condé-sur-Noireau ; 

La D 407, appelée « rocade de Vire », permet le contournement de la ville à l'est, de la RD 674 à la RD 524
Flers, en direction de Paris, est accessible par la RD 524, Saint-Lô par la RD 674 et Caen par la RD 577.
Ce réseau de voies structurantes est complété par des routes secondaires permettent de relier Vire aux chefs-lieux de canton ou communes plus proches.
La gare de Vire située sur la ligne de Paris à Granville  est desservie par la ligne commerciale Paris - Granville (Intercités) et par la ligne commerciale Dreux - Argentan - Granville (TER Normandie).
L’Intercom de la Vire au Noireau a mis en place fin 2024 un service de transport à la demande, TIVA_à la demande qui dessert 21 points de dépose répartis entre Vire, Condé-en-Normandie, Noues de Sienne (Mairie), Valdallière (Mairie), Souleuvre en Bocage et Landelles-et-Coupigny, contrairement à son prédécesseur Tadami qui ne desservait que Vire Normandie. Ce service est opéré par Voyages Robert au moyen de véhicules de 9 places électriques et accessibles aux personnes à mobilité réduite,. Elle organise également une ligne de transport urbain qui dessert 34 arrêts sur la seule commune déléguée de Vire, de 7h à 20h05.

## Toponymie
Le nom de la commune est la juxtaposition du nom de sa commune chef-lieu et de sa région, réunifiée le jour même de sa création. La graphie de l'arrêté préfectoral (sans trait d'union) est confirmée par le code officiel géographique.

## Histoire
Afin notamment de lutter contre la baisse des dotations de l'Etat, les huit communes constituant l'ancien canton de Vire ainsi que l'ancienne communauté de communes de Vire décident en 2015 de fusionner pour former une commune nouvelle.
Après demande formelle des conseils municipaux de Coulonces, Maisoncelles-la-Jourdan, Roullours, Saint-Germain-de-Tallevende-la-Lande-Vaumont, Truttemer-le-Grand, Truttemer-le-Petit, Vaudry et Vire —  La commune de Roullours adhère in extremis au projet après un vote du conseil municipal le 29 décembre 2015, deux semaines après l'avoir d'abord rejeté — le préfet du Calvados crée la commune nouvelle de Vire Normandie par un arrêté préfectoral du 31 décembre 2015 qui prend effet le 1er janvier 2016, fusionnant les anciennes communes qui deviennent des communes déléguées,
| Carte de Vire Normandie et de ses communes constitutives. |

## Politique et administration

### Rattachements administratifs et électoraux
La commune nouvelle est depuis sa création en 2016 le chef-lieu de l'arrondissement de Vire du département du Calvados.
Pour les élections départementales, la commune est le bureau centralisateur du canton de Vire Normandie.
Pour l'élection des députés, elle fait partie de la sixième circonscription du Calvados.

### Intercommunalité
Vire Normandie a été constituée par la fusion des huit communes constituant l'ancienne communauté de communes de Vire, un établissement public de coopération intercommunale (EPCI) à fiscalité propre créé en 1999 — qui succédait au district de Vire, créé en 1964 — et auquel la commune avait transféré un certain nombre de ses compétences, dans les conditions déterminées par le code général des collectivités territoriales.
Cette intercommunalité a donc été dissoute le 1er janvier 2016.
Dans le cadre des dispositions de la loi portant nouvelle organisation territoriale de la République du 7 août 2015, le schéma départemental de coopération intercommunale arrêté par le préfet prévoyait la « fusion des communautés de communes de Vire (transformée en commune nouvelle), Intercom Séverine, de Bény-Bocage (transformée en commune nouvelle), du canton de Vassy (transformée en commune nouvelle) et du Pays de Condé et de la Druance », la communauté de communes Intercom de la Vire au Noireau est donc ainsi constituée le 1er janvier 2017. Vire Normandie en est le siège.

### Tendances politiques et résultats
Lors du second tour des élections municipales de 2020 dans le Calvados, la liste LREM menée par le maire sortant Marc Andreu Sabater obtient la majorité absolue des suffrages exprimés, avec 2 780 voix (51,34 %, 36 conseillers municipaux élus dont 14 communautaires), devançant très largement celles menées respectivement par : 

- Pascal Martin (1 998 voix, 36,90 %, 9 conseillers municipaux élus dont 3 communautaires) ; 

- Cindy Baudron 	(DVG, 636 voix, 11,74 %, 2 conseillers municipaux élus dont 1 communautaire).

Lors de ce scrutin marqué par la pandémie de Covid-19 en France, 57,56 % des électeurs se sont abstenus.

### Liste des maires
| Période      | Période                    | Identité             | Étiquette                 | Qualité |
| ------------ | -------------------------- | -------------------- | ------------------------- | --- |
| janvier 2016 | février 2024               | Marc Andreu Sabater, | PRG/MR puis LREM puis HOR | Conseiller en formation continue Maire de Saint-Germain-de-Tallevende (2008 → 2014) Maire puis maire-délégué de Vire (2014 → 2023) Conseiller départemental de Vire Normandie (2015 → 2024) Vice-président du conseil départemental (2021 → 2024) Président de la CC de Vire (2014 → 2015) Président de la CC Intercom de la Vire au Noireau (2017 → 2024) Démissionnaire |
| février 2024 | En cours (au 13 juin 2025) | Nicole Desmottes     | SE                        | Agricultrice retraitée Maire puis maire-déléguée de Roullours (2001 → ) Vice-présidente de la CC Intercom de la Vire au Noireau (2024 → ) |

### Jumelages
- Baunatal (Allemagne) depuis octobre 1983[104].
- Săcele (Roumanie)[105]
- Santa Fe (Grenade) (Espagne)[105]
- Totnes (Royaume-Uni)[105]

## Équipements et services publics

### Enseignement
Les enfants de la commune sont scolarisés dans les écoles maternelles et primaires de, :  
- École Primaire et maternelle des 2 villages à Coulonces (site Brevogne à Coulonces et site  du Bas du Bois à Campagnolles) :
- École maternelle et primaire  Couleurs d’Emaux et primaire Les prés verts à Saint-Germain-de-Tallevende ;
- École primaire Jacques Prévert à Maisoncelles-la-Jourdan
- École Primaire et maternelle Jacques Prévert de Truttemer-le-Grand ;
- École maternelle et primaire Arthur Papworth et primaire Hugues Aufray de Vaudry - Roullours ;
- Écoles primaire et maternelle Castel/Tour aux Reines, primaire et maternelle Pierre Mendés-France, primaire et maternelle Jean Moulin, primaire et maternelle privée Saint-Joseph de Vire, primaire Malraux-Saint-Exupéry.

Ils poursuivent habituellement leurs études au collège Emile-Maupas — l'unique collège de la commune depuis la fermeture  à la rentrée 2024 de celui du Val de Vire, qui n'accueillait plus que 255 élèves en 2022 contre 291 en 2015, dans un contexte de vieillissement et à une progression quasi-nulle de la population du département — puis au lycée Mermoz de Vire Normandie. 
Depuis 2025, les serres municipales de Vire Normandie produisent sur 1 000 m² de plein champs et 1 600 m² de serres une partie des légumes utilisés par la cuisine centrale du Vaudeville qui confectionne les 800 repas journaliers des cantines et du portage de repas à domicile des personnes âgées,.
La Florie Vire, une maison familiale rurale (MFR) / centre de formation d'apprentis (CFA), qui forme aux métiers du service à la personne est également implantée dans la commune.
Le campus agricole de Vire Normandie est un établissement d’enseignement public structuré autour d’un lycée professionnel, d’un centre de formation par apprentissage et d’un centre de formation pour adulte.
L'IFSI de Vire Normandie forme des infirmiers et des infirmières.

### Équipements culturels
Vire accueille le Théâtre du Préau, centre dramatique national de Normandie, dirigé de 2019 à fin 2025 par Lucie Berelowitsch,  et dispose de la Halle Michel-Drucker, une salle de spectacle utilisée par les services culturels de la ville et les associations.
On peut également signaler le musée de Vire Normandie, un musée d'histoire locale et  d'arts et traditions populaires abrité dans un hôtel-Dieu du XVIIIe siècle et le conservatoire de musique et de danse de Vire Normandie
Le cinéma Le Basselin, hébergé dans le même bâtiment que le Théâtre du Préau et conçu par l’architecte Jean-Jacques Morisseau, a projeté en 2024  363 films en  2 177 séances, qui ont été vus par 57 433 spectateurs,  . Il est labellisé « jeune public », « recherche et découverte » et « patrimoine et répertoire » et espère l'être « art et essai 15/25 » en 2025.
En matière de lecture publique, la commune dispose d'une médiathèque, rue Chênedollé ainsi que d'une bibliothèque à Saint-Germain-de-Tallevende,.

### Postes et télécommunications
Vire dispose d'un bureau de poste.

### Santé et solidarité
- Centre hospitalier de Vire[126].
- Clinique de chirurgicale Notre-Dame[127],[128]
- Centre d'accueil de l'aide sociale à l'enfance du Calvados géré par l’Œuvre Notre-Dame et située dans des préfabriqués dans les jardins du château du Cotin, dans l'attente de sa restauration par la Ville, propriétaire des lieux[129].

- Une antenne des Restaurants du Cœur, qui accueille en 2024 228 familles, est implantée à Vire Normandie[130].

### Justice, sécurité, secours et défense
La Gendarmerie nationale dispose à Vire Normandie d'une brigade territoriale, d'un peloton de surveillance et d’intervention de la gendarmerie (PSIG), d'une brigade motorisée (BM) et d'une cellule de protection des familles et la brigade de recherche (BR) répartis sur deux sites. La construction par la ville et le bailleur social Inolya d'un nouveau casernement sur la friche  Léonard-Gille est prévue de 2025 à 2027.
La ville est défendue par un centre de secours de sapeurs pompiers animé par une soixantaine de volontaires, douze professionnels et environ 1 700 interventions par an
.

## Population et société

### Démographie
La population des anciennes communes puis de la commune nouvelle est connue par les recensements menés régulièrement par l'Insee. Ces chiffres concernent le territoire de l'actuelle commune nouvelle.
En 2025, la commune nouvelle comptait 17 411 habitants.
| 1968   | 1975   | 1982   | 1990   | 1999   | 2010   | 2015   | 2021   |
| ------ | ------ | ------ | ------ | ------ | ------ | ------ | ------ |
| 16 889 | 18 334 | 19 050 | 18 397 | 18 564 | 18 290 | 17 650 | 17 135 |

### Manifestations culturelles et festivités
La 33e édition de la Fête à l'andouille, en hommage à l'andouille de Vire, a eu lieu à l’hippodrome Robert-Auvray du 1er au 3 novembre 2024, et a rassemblé 65 exposants et attiré 4 700 visiteurs. Le 18e festival Calvados Terre d'élevage s'est tenu à l'hippodrome de Vire Normandie les 31 mai et 1er juin 2024, et la 20e édition de la Fête du cidre nouveau, organisée par l'antenne de Vire Normandie du club Kiwanis, s'est tenue à la Porte-Horloge le 19 octobre 2024.
Après le tour de France 1997 où Vire a été ville-étape, la 6e étape du Tour de France 2025 relie Bayeux à Vire Normandie. De nombreuses animations et épreuves sont organisées autour de cet évènement.
On peut également signaler l'importante fête foraine de la Chandeleur.

### Sports et loisirs
La commune compte de nombreux clubs sportifs, tels que le Vélo-club du Bocage de Vire, le club de cross de USM Vire celui de handball et celui de basket, le rugby-club du Bocage virois (RCBV), l'l'AF Virois pour le football.
Le club d’escrime de Vire Normandie est connu pour organiser le Tournoi de la Porte-Horloge.
Parmi les infrastructures, on peut noter le golf de Vire-La Dathée, considéré comme le meilleur golf de France en 2025 pour son « rapport qualité-prix ».

### Cultes
La commune nouvelle compte 13 cimetières occupant 10 ha et entretenus par neuf agents municipaux.

## Culture locale et patrimoine

### Lieux et monuments
- L'Hôtel-Dieu (actuel musée de Vire) du XVIIIe siècle, inscrit au titre des Monuments historiques[148].
- Porte Horloge, du XIIIe siècle, classée au titre des Monuments historiques.
- Église Saint-Gilles de Coulonces.

### Gastronomie

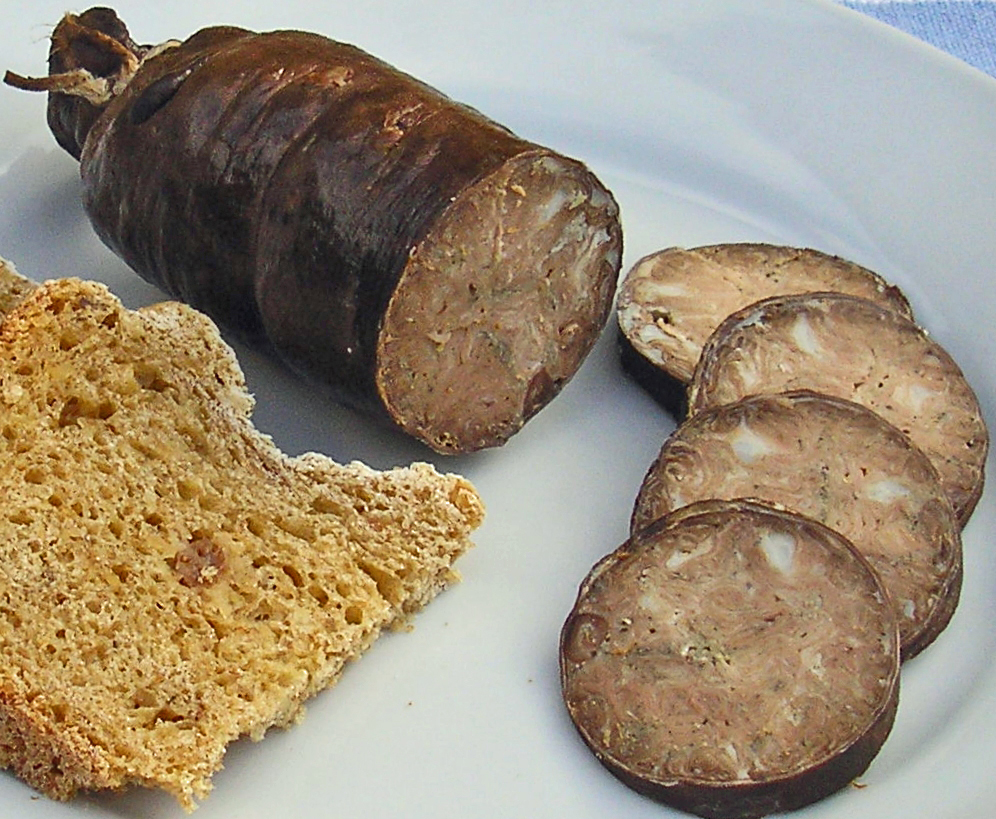
L'Andouille de Vire, spécialité gastronomique de la ville.

L'andouille est la spécialité gastronomique de Vire.
La confrérie de la Véritable andouille de Vire organise un concours de la meilleure andouille.

### Héraldique
| Blason de Vire Normandie | Blason  | De gueules à la flèche renversée d'argent accostée de deux tours du même maçonnées de sable, ouvertes du champ. |
| Blason de Vire Normandie | Détails | La commune de Vire ayant fusionné au 1er janvier 2017 tout en conservant ses armes, ce blason est celui de la commune nouvelle, et n'est donc pas historique. Armes confirmées par lettres patentes du 8 mars 1817. |

## Pour approfondir